# Little Miss Sunshine
Little Miss Sunshine è un film del 2006 diretto da Jonathan Dayton e Valerie Faris.
La sceneggiatura è stata scritta da Michael Arndt, qui al suo debutto. La pellicola è stata prodotta dalla Big Beach Films con un budget di 8 milioni di dollari. Le riprese vennero effettuate in Arizona e in California ed iniziarono il 6 giugno 2005 per durare 30 giorni.
Il film venne presentato al Sundance Film Festival il 20 gennaio 2006 e i diritti di distribuzione vennero acquisiti dalla Fox Searchlight Pictures formalizzando, così, uno degli accordi più importanti della storia del festival. La pellicola venne distribuita nelle sale degli Stati Uniti a partire dal 26 luglio 2006.
Little Miss Sunshine venne accolto positivamente dalla critica ed ebbe un incasso di 100,5 milioni di dollari. Il film ricevette quattro candidature ai premi Oscar, vincendone due: migliore sceneggiatura originale (Michael Arndt) e miglior attore non protagonista per l'interpretazione di Alan Arkin. Vinse anche il premio come miglior film agli Independent Spirit Awards.

## Trama
I protagonisti di questa commedia appartengono tutti alla strana famiglia Hoover, residente ad Albuquerque, nel Nuovo Messico.
Il padre Richard tiene conferenze pressoché deserte sui cosiddetti nove passi per raggiungere il successo e spera di pubblicare un saggio grazie all'aiuto di un amico editore che ha promesso di occuparsene. Richard è particolarmente attento alle tematiche della volontà e del successo e si pone come leader motivazionale per tutta la famiglia.
La madre Sheryl è una donna indaffarata e molto disponibile che spera nella carriera del marito per dare una svolta alla situazione economica. Accoglie in casa anche il fratello omosessuale Frank, docente universitario tra i massimi conoscitori dello scrittore francese Marcel Proust; dopo essere stato rifiutato da un altro uomo, aver perso il posto all'università e aver visto premiare da una fondazione il proprio rivale in amore, Frank ha tentato il suicidio e ora necessita di essere sorvegliato a vista.
Frank dovrà condividere la camera del nipote quindicenne Dwayne, avido lettore di Friedrich Nietzsche. Dwayne ha fatto il voto del silenzio finché non accederà all'accademia aeronautica.
Sua sorella Olive è una bambina di sette anni il cui sogno è partecipare a un concorso di bellezza per aspiranti Miss America. Per questo motivo si allena ad un numero con il nonno paterno Edwin, un anziano con problemi di droga e nostalgico della sregolatezza passata che sniffa eroina e per questo è stato cacciato dalla casa di riposo Villa Tramonto.
Olive è arrivata seconda alle regionali di Little Miss Sunshine, ma dopo il ritiro della prima classificata viene ammessa alle finali nazionali che si terranno in California. La bambina deve essere accompagnata dai genitori e allo stesso tempo suo nonno non vuole rinunciare per alcun motivo all'esibizione preparata con tanta fatica. Rimane il problema della sorveglianza dello zio Frank, così Dwayne accetta controvoglia di seguire la comitiva. L'aereo non viene preso in considerazione perché troppo caro e si decide di affrontare il viaggio con un vecchio pulmino Volkswagen T2 che ha posto per tutti.
Dopo una sosta la frizione del veicolo si rompe ma il meccanico suggerisce che quel modello di cambio permette di viaggiare senza essere riparato: basterà ogni volta spingere a mano. Durante una delle soste, Richard contatta l'editore da una cabina telefonica e gli viene comunicato che il suo progetto è andato completamente a monte. 

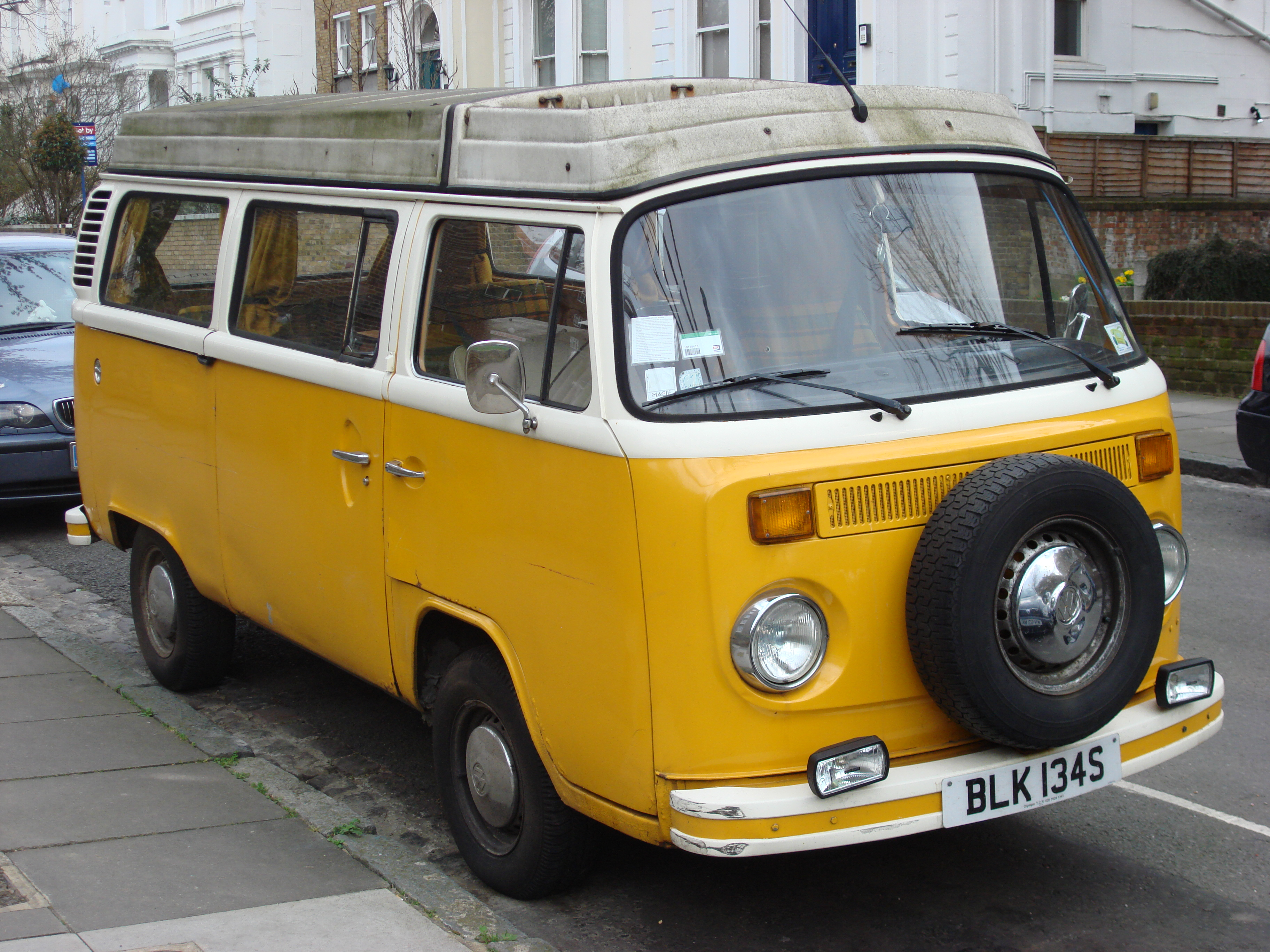
Un Volkswagen T2 simile a quello utilizzato nel film

La mattina successiva Olive scopre che suo nonno non si sveglia. La corsa all'ospedale non ha risultato: Edwin è morto nel sonno dopo aver assunto l'ultima dose di eroina. I familiari sono sul punto di tornare a casa, quando Richard decide di andare comunque in California per il concorso, come avrebbe desiderato il nonno. Pertanto rubano la salma dall'ospedale (le pratiche burocratiche si sarebbero dilungate troppo), la caricano sul proprio furgone e fuggono.
Immediatamente il clacson del pulmino si incanta e continua a suonare, suscitando l'ira di un poliziotto in motocicletta. La tensione è alta, ma il poliziotto non nota la salma nascosta nel bagagliaio e si limita a requisire alcune riviste pornografiche che Edwin aveva acquistato in un autogrill.
Sempre durante il viaggio, mentre Dwayne si fa sottoporre ad un test della vista dalla sorella, si accorge di essere discromatopsico, e pertanto, non potrà accedere all'accademia aeronautica. Di lì a poco farà sentire la sua voce sbraitando ferocemente.
Dopo ulteriori vicissitudini, gli Hoover arrivano all'albergo dove si tiene il concorso proprio allo scadere del tempo e riescono ad iscrivere Olive. Una ad una le altre bambine si esibiscono; Richard e Dwayne capiscono che Olive è completamente fuori contesto ma lei, in completo frac, è comunque decisa a partecipare. L'esibizione che aveva preparato con il nonno è in pratica uno striptease e desta lo scandalo della giuria e del pubblico. Gli Hoover lasciano esibire Olive, anzi uno ad uno salgono sul palco e iniziano una danza disordinata e felice. Dopo essere stati rilasciati dalla polizia, a patto che la bambina non partecipi più a un concorso di bellezza in California, fanno ritorno a casa soddisfatti.

## Produzione

### Sceneggiatura
La sceneggiatura venne scritta da Michael Arndt e in origine narrava di un viaggio lungo la East Coast, dal Maryland alla Florida ma, a causa di motivi dovuti al budget, il percorso diventò dal Nuovo Messico alla California. Arndt iniziò a scrivere il copione il 23 maggio 2000 e completò la prima versione tre giorni dopo. Lo scrittore inizialmente pensava di girare egli stesso il film utilizzando una videocamera, ma poi consegnò la sceneggiatura ai produttori Ron Yerxa e Albert Berger, i quali si unirono alla Deep River Production per trovare un potenziale regista.
Questi incontrarono Dayton e Faris durante la produzione di Election e passarono loro il copione con l'indicazione di leggerlo entro il 2001. I registi commentarono in seguito affermando: "Il film è veramente vicino al nostro pensiero. Ci sentivamo come se fosse stato scritto apposta per noi". La sceneggiatura venne quindi acquistata il 21 dicembre 2001 per 250 000 $ da Marc Turtletaub, uno dei produttori.
Il film venne proposto a svariati studi cinematografici, ma l'unico a dimostrarsi interessato fu il Focus Features che volle girarlo in Canada. Lo studio propose di centrare maggiormente la trama sul personaggio di Richard Hoover, ma quando Arndt si oppose all'iniziativa, venne licenziato per essere rimpiazzato da un altro sceneggiatore, il quale aggiunse varie scene, compresa quella in cui Richard si confronta con un uomo che abbandona la sua tecnica motivazionale. Arndt venne tuttavia reintegrato dalla nuova direzione dello studio che subentrò alla precedente in seguito ad un rinnovo dell'organico. Dopo due anni di pre-produzione, Marce Turtletaub pagò al Focus Features 400 000 $ per i diritti del film e per i costi di sviluppo dello stesso, oltre agli 8 milioni di dollari di budget per girarlo.

### Casting

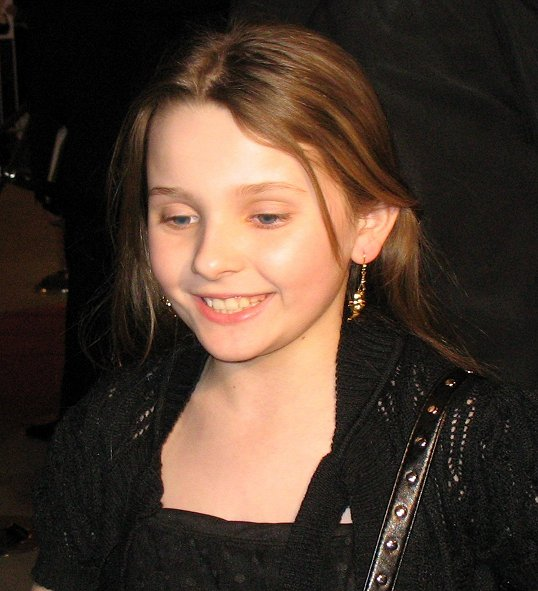
Abigail Breslin, tra i protagonisti del film

Nello scegliere gli attori del film, i registi Jonathan Dayton e Valerie Faris vennero assistiti dai direttori Kim Davis e Justine Baddely, con cui avevano lavorato in precedenza per girare video musicali. Mentre Greg Kinnear venne scelto fin dall'inizio per interpretare Richard Hoover, per il ruolo della moglie Sheryl vennero inizialmente considerate varie attrici prima di optare a favore dell'australiana Toni Collette. Davis e Baddely viaggiarono attraverso "ogni nazione che parlasse inglese" al fine di trovare la persona più indicata per la parte della figlia Olive scegliendo poi la giovane Abigail Breslin a seguito di un provino. Paul Dano venne reclutato due anni prima di iniziare le riprese affinché potesse calarsi meglio nel suo personaggio: per farlo, rimase diversi giorni senza parlare. Alan Arkin, che interpretò nonno Edwin, venne inizialmente ritenuto troppo giovane per la parte.
Per il ruolo di Frank, lo studioso di Proust con manìe suicide, erano stati originariamente pensati Bill Murray e Robin Williams; la regia scelse comunque Steve Carell pochi mesi prima che si iniziasse a girare, dichiarando: "Quando incontrammo Steve Carell, non sapevamo se poteva farcela basandoci sulle sue precedenti interpretazioni. Ma quando abbiamo parlato con lui del personaggio, del tenore del film e del modo con cui noi lo stavamo approcciando, si è dimostrato sulla nostra stessa linea di pensiero".

### Riprese
Le riprese iniziarono il 6 giugno 2005, si svolsero in Arizona e in California richiedendo 30 giorni di lavoro e le scene vennero girate seguendo l'effettivo ordine cronologico della trama. Arndt riscrisse il finale sei settimane prima della presentazione del film al Sundance Film Festival, il quale venne girato nel dicembre del 2005. La post-produzione fu completata solamente quattro giorni prima della première. La pellicola venne dedicata a Rebecca Annitto, la nipote del produttore Peter Saraf morta tragicamente in un incidente d'auto avvenuto il 14 settembre 2005.

#### Volkswagen T2 Microbus

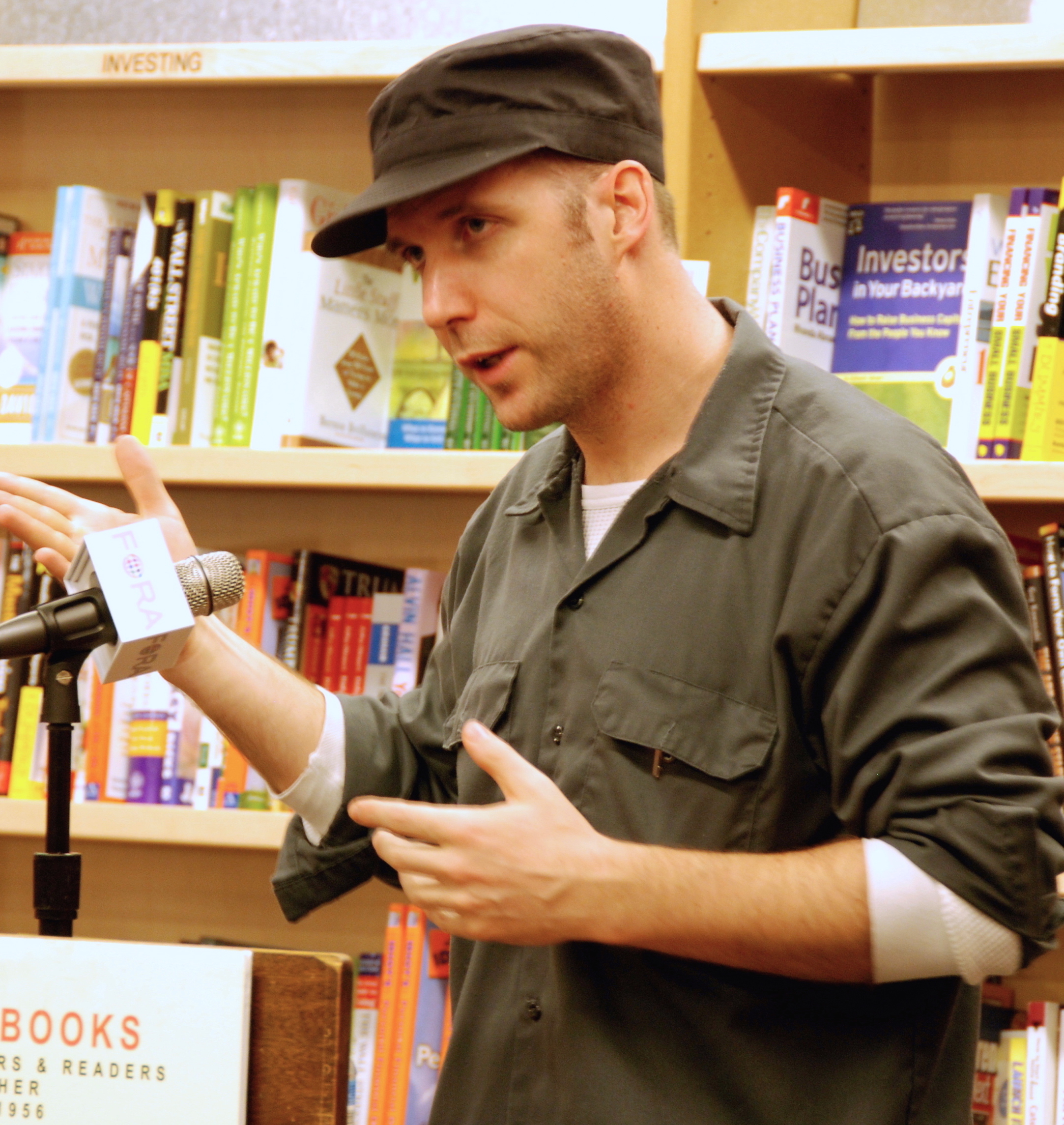
Michael Arndt, sceneggiatore del film

Nello scrivere la sceneggiatura, Arndt designò il Volkswagen T2 Microbus come mezzo di trasporto per il viaggio dei protagonisti; tale scelta si basava sulla sua esperienza con questo modello di veicolo: "Mi ricordo che è un viaggio su strada e mi chiedo: quale veicolo sarebbe più opportuno adottare? Il VW bus sembra una scelta logica, proprio perché possiede un soffitto alto e una linea di ripresa pulita per posizionare la telecamera". Per girare il film furono utilizzati cinque diversi bus, alcuni di questi modificati al fine di permettere le riprese. Durante la pre-produzione, il direttore della fotografia installò una telecamera amatoriale in ciascuno degli angoli del van per determinare il punto ideale da cui riprendere gli interni. Molti dei problemi meccanici che il veicolo manifesta nel corso della trama (clacson guasto, frizione non funzionante e la portiera difettosa), si basano su difetti che Arndt ha realmente riscontrato durante la sua infanzia, quando affrontava i viaggi sullo stesso modello di pulmino.
Parlando del bus, Greg Kinnear descrisse ironicamente il modo con cui venivano filmate le scene in cui egli guidava: "Andavo a 50 miglia orarie in questo VW van del 1971 che non aveva gli aribag laterali. Fondamentalmente si doveva aspettare questo enorme camion con la cinepresa sfrecciarci davanti che ci diceva di partire. Voglio dire, era una follia; questo è stato certamente il film più pericoloso in cui abbia mai recitato". Quando si giravano le scene nel van, gli attori talvolta rimanevano nel veicolo anche per tre o quattro ore al giorno. Il 25 luglio 2006, Fox Searchlight Pictures invitò i proprietari dei pulmini alla proiezione della pellicola presso il Vineland Drive-In Theater a Industry. Per l'occasione, più di 60 esemplari di VW van presenziarono all'evento.

#### Concorso di bellezza
Prima di scrivere il copione, Arndt lesse su un quotidiano che Arnold Schwarzenegger aveva parlato ad un gruppo di studentesse delle superiori dicendo: "Se c'è una cosa che odio a questo mondo, sono i perdenti. Li disprezzo". Come conseguenza, Arndt sviluppò la sceneggiatura sbeffeggiando questa logica di pensiero: "Pensai che ci fosse qualcosa di molto sbagliato in questo atteggiamento [...] Volevo criticare l'idea che nella vita si sale o si scende [...] Quindi un concorso di bellezza per bambine rappresentava la quintessenza delle competizioni più insensate e stupide che la gente potesse immaginare". Anche il regista Jonathan Dayton commentò l'importanza del concorso all'interno della pellicola: "Per noi rivestì grande importanza trasmettere il messaggio che il tema del film non fosse questo tipo di spettacoli, bensì il sentirsi fuori luogo e il non sapere che fine farai". Tutte le bambine nel ruolo delle concorrenti, tranne Abigail Breslin, erano realmente delle partecipanti a queste gare di bellezza. Per immedesimarsi meglio nel clima percepito durante questi eventi, i registi assistettero a vari concorsi in California e ne incontrarono l'organizzatore allo scopo di raccogliere informazioni sul processo di selezione.
Quando Focus Features volle inizialmente collocare le riprese in Canada, i registi si opposero ritenendo che i costi del volo delle concorrenti e delle loro famiglie sarebbe stato eccessivo. Localizzare la registrazione negli Stati Uniti fece invece sì che le bambine girassero le scene della competizione in un hotel a Ventura in sole due settimane e utilizzando costumi di cui loro stesse erano le proprietarie.

## Colonna sonora
I brani che compongono la colonna sonora di Little Miss Sunshine furono scritti dai DeVotchKa e composti da Mychael Danna. Molti di questi sono adattamenti di canzoni già esistenti, come The Winner Is che deriva da How It Ends o La Llorona da Una Volta.
I registi conobbero la musica dei DeVotchka dopo aver ascoltato You Love Me alla radio e rimasero così impressionati dalla canzone che scaricarono su iPod tutti i loro album per farli ascoltare al cast. Mychael Danna fu coinvolto per aiutare ad arrangiare il materiale preesistente e collaborare con i DeVotchka sulle nuove musiche del film. La colonna sonora, tuttavia, non venne presa in considerazione per la nomination agli Oscar a causa del fatto che i brani erano di fatto un adattamento di canzoni già scritte in precedenza dalla band. La canzone Till the End of Time ricevette comunque una candidatura all'edizione del 2006 dei Satellite Awards. Sia i DeVotchKa che Danna ottennero inoltre una candidatura ai Grammy Awards 2007.
La colonna sonora raggiunse nel 2006 la posizione numero 42 nella classifica Top Independent Albums e la numero 24 nella Top Soundtracks. L'album contiene, tra le altre, due canzoni scritte da Sufjan Stevens (No Man's Land e Chicago), una di Tony Tisdale (Catwalkin') e un'altra di Rick James (Super Freak). Nel film sono inoltre presenti due brani aggiuntivi scritti da Gordon Pogoda (Let It Go e You've Got Me Daning).

### Tracce
1. DeVotchKa – The Winner Is – 3:04 (musica: Mychael Danna)
2. DeVotchKa – Til the End of Time – 3:56 (musica: Nick Urata)
3. DeVotchKa – You Love Me – 4:02
4. DeVotchKa – First Push – 1:05 (musica: Mychael Danna)
5. Sufjan Stevens – No Man's Land – 4:47 (Sufjan Stevens)
6. DeVotchKa – Let's Go – 3:21 (musica: Mychael Danna)
7. DeVotchKa – No One Gets Left Behind – 1:14 (musica: Mychael Danna)
8. Sufjan Stevens – Chicago – 6:07 (Sufjan Stevens)
9. DeVotchKa – We're Gonna Make It – 2:32
10. DeVotchKa – Do You Think There's a Heaven – 1:23 (musica: Mychael Danna)
11. Tony Tisdale – Catwalkin' – 1:38
12. Rick James – Super Freak (Rocasound Revamp) – 4:13 (Rick James / Alonzo Miller; edizioni musicali Universal Music Enterprises) – Remix di Rocasound
13. DeVotchKa – La Llorona – 3:24 (musica: Luís Martz)
14. DeVotchKa – How It Ends – 5:39

Durata totale: 46:25

## Distribuzione

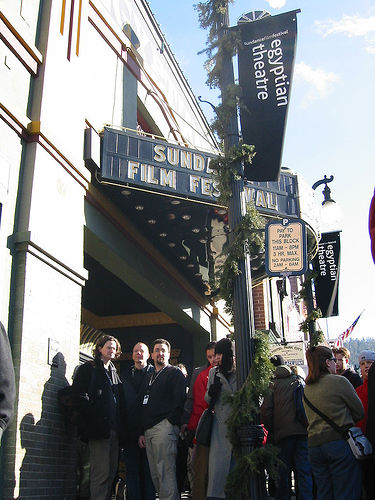
Il film debuttò al Sundance Film Festival nel 2006

Dopo l'anteprima al Sundance Film Festival avvenuta il 20 gennaio, molti studi si offrirono di acquisire i diritti del lungometraggio: tra questi, vinse Fox Searchlight Pictures offrendo 10,5 milioni di dollari, più il 10% dei profitti. Il contratto venne firmato meno di una settimana dopo la première diventando uno degli affari più grandi nella storia del festival. Al festival dell'anno precedente, Hustle & Flow - Il colore della musica ricevette 9 milioni di dollari da Paramount Classics, mentre nel 1999 Happy, Texas ne ottenne 10 da Miramax Films.

### Data di uscita
Le date di uscita internazionali sono state:
- 18 agosto 2006 negli Stati Uniti
- 6 settembre in Francia
- 8 settembre in Regno Unito e Irlanda
- 21 settembre a Singapore
- 22 settembre in Italia
- 12 ottobre in Argentina (Pequeña Miss Sunshine), Australia e Portogallo (Uma Família à Beira de um Ataque de Nervos)
- 20 ottobre in Brasile (Pequena Miss Sunshine), Spagna (Pequeña Miss Sunshine) e Lettonia
- 26 ottobre in Israele (Miss Sunshine ha'ktana) e nei Paesi Bassi
- 2 novembre in Repubblica Ceca (Malá Miss Sunshine)
- 17 novembre in Danimarca
- 24 novembre in Finlandia, Messico (Pequeña Miss Sunshine) e Svezia
- 29 novembre in Belgio
- 30 novembre in Germania
- 7 dicembre a Hong Kong
- 21 dicembre in Corea del Sud
- 23 dicembre in Giappone
- 29 dicembre in Estonia (Väike Miss Päikesepaiste)
- 5 gennaio 2007 in Romania e Islanda
- 11 gennaio in Grecia
- 12 gennaio in Polonia (Mala miss) e Venezuela (Pequeña Miss Sunshine)
- 19 gennaio a Panama
- 25 gennaio in Libano
- 1º febbraio in Slovacchia (Malá Miss Sunshine)
- 22 febbraio in Ungheria (A család kicsi kincse)
- 24 febbraio in Colombia (Pequeña Miss Sunshine)
- 27 febbraio in Turchia (Küçük gün isigim)

### Edizione italiana
La direzione del doppiaggio italiano è a cura di Roberto Chevalier, su dialoghi di Mauro Trentini, per conto della SEFIT-CDC.

### Edizioni home video
Il DVD del lungometraggio venne pubblicato il 19 dicembre 2006. Al suo interno sono contenuti, oltre al film, quattro finali alternativi, il commento dei due registi e un video musicale della colonna sonora. Nella sua prima settimana di distribuzione, le vendite del DVD fruttarono un incasso 19 614 299 $ per raggiungere, Il 16 settembre 2008, il totale di circa 55 milioni di dollari. Il film venne pubblicato in formato Blu-ray il 10 febbraio 2009.

## Accoglienza

### Incassi
Durante la sua prima settimana di proiezione, Little Miss Sunshine venne trasmesso in sette cinema incassando circa 500 000 $. Il 29 luglio 2006, primo sabato successivo alla sua iniziale pubblicazione limitata, il film registrò un incasso medio di 20 000 $ per sala di proiezione, conquistando il primato di guadagno medio più elevato per 21 giorni dopo la sua prima pubblicazione, finché il 15 agosto non venne superato da Deep Sea: Il mondo sommerso. Nella sua terza settimana di proiezione, Little Miss Sunshine entrò nella classifica dei dieci film statunitensi col maggiore incasso della settimana, rimanendoci per 11 settimane consecutive. Il film venne complessivamente distribuito in 1 602 sale degli Stati Uniti. Fuori dai confini americani, vennero incassati più di 5 milioni di dollari in Australia, 3 milioni in Germania, 4 milioni in Spagna e 6 milioni tra Regno Unito, Irlanda e Malta, per un totale di circa 60 milioni di dollari negli Stati Uniti e 40 milioni a livello internazionale.

### Critica
Il film ricevette diffuse critiche positive, in particolare per l'interpretazione di Abigail Breslin. Sull'aggregatore di recensioni Rotten Tomatoes ha un incide di gradimento del 91% basato su 217 recensioni, con un voto medio di 7,7 su 10; il consenso critico del sito afferma: «Little Miss Sunshine ha successo grazie a un forte cast corale che include Greg Kinnear, Steve Carell, Toni Collette, Alan Arkin e Abigail Breslin, oltre a una sceneggiatura deliziosamente divertente». Su Metacritic ha raggiunto un punteggio di 80 su 100 basato su 36 recensioni.
Michael Medved diede al film quattro stelle su quattro dichiarando che «questa sorprendente e irresistible commedia è da considerarsi come uno dei migliori film dell'anno». Joe Siegel assegnò il voto 'A', affermando che «Orson Welles dovrebbe tornare in vita per questo film». Stella Papamichael di BBC News giudicò il film come «un mix vincente di raffinatezza e demenzialità». Claudia Puig di USA Today commentò così la performance di Abigail Breslin: «Se Olive fosse stata interpretata da qualsiasi altra bambina, non mi avrebbe colpito così profondamente quanto ha fatto lei».
Non mancarono tuttavia i giudizi negativi. Jim Ridley di The Village Voice definì il lungometraggio «un traballante veicolo che viaggia perlopiù in discesa». Anna Nimouse di National Review scrisse che la pellicola «è elogiata come un film 'buonista', forse per i frequentatori di cinema a cui piace infilzarsi il bambù sotto unghie delle mani. Se sei avvilito, allora Little Miss Sunshine è ciò che fa per te». Paste Magazine nominò il film come uno dei 50 migliori del decennio 2000-2009, posizionandolo al 34 posto.
Jim Emerson, redattore per RogerErbert.com, puntò l'attenzione sui temi affrontati dal film e scrisse: «Little Miss Sunshine ci mostra un mondo in cui sono presenti una figura, un volantino, una procedura, un titolo di lavoro, un regime, un programma passo per passo, un percorso di carriera, un prezzo, una comunità di pensionamento per quantificare, ordinare e categorizzare ogni emozione o desiderio umano. Non esiste nulla che non possa essere suddiviso per comparti o mutato in un mantra di auto-miglioramento a proposito di 'vincitori e perdenti'». Brian Tallerico di UGO.com, si focalizzò anch'egli sui temi trattati: «Little Miss Sunshine insegna ad abbracciare il compromesso, riconoscendo che la vita può essere un concorso di bellezza, in cui siamo spesso superati da qualcuno di più bello, intelligente o semplicemente fortunato, ma se ci distacchiamo da questa concezione e ci comportiamo come noi stessi, ogni cosa andrà per il meglio».

## Riconoscimenti
Little Miss Sunshine ricevette vari riconoscimenti e premi in diverse cerimonie. Conquistò 4 candidature agli Oscar, vincendone due: migliore sceneggiatura originale assegnato a Michael Arndt e miglior attore non protagonista per l'interpretazione di Alan Arkin, i quali vennero premiati anche ai British Academy Film Awards. Ai Critics' Choice Awards, oltre agli attori, venne premiato l'intero cast.
Al Festival del cinema americano di Deauville il film ottenne il Grand Special Prize, mentre al Palm Springs International Film Festival fu insignito con il Chairman's Vanguard Award. Agli Independent Spirit Awards la pellicola vinse 4 premi su 5 candidature, inclusi miglior film e Migliore regia. La colonna sonora fu candidata ai Grammy Awards ma fu battuta da quella di Quando l'amore brucia l'anima - Walk the Line. Il film ebbe inoltre varie candidature agli MTV Movie Awards, ai Satellite Award, ai Chicago Film Critics Association Awards ed ai Golden Globe.

### Controversie sui premi Oscar
Si verificarono delle controversie riguardo al numero dei produttori che avrebbero dovuto ricevere il premio Oscar in caso di vittoria del film. Nel 1999 l'Academy of Motion Picture Arts and Sciences stabilì che i produttori candidati per la categoria di miglior film potessero essere al massimo tre. Tale regola venne istituita per evitare che una quantità troppo elevata di autori salisse sul palco quando un lungometraggio veniva premiato. L'associazione Producers Guild of America (PGA) invece, non ha mai deciso un limite a questo numero.
Nel caso di Little Miss Sunshine, i produttori erano cinque (Marc Turtletaub, Peter Saraf, Albert Berger, Ron Yerxa e David Friendly) e l'Academy, non potendo includere tutti come candidati, si oppose alla nomination di Berger e Yerxa che avevano comunque trovato lo sceneggiatore, scelto il direttore della fotografia e collaborato nel portare la pellicola al Sundance Film Festival. L'Academy riconobbe che i due erano effettivamente responsabili di parte del processo di produzione, ma dichiarò che erano riconosciuti solo produttori individuali. Interpretando il lavoro di Berger e Yerxa come sforzo collettivo, i due nomi quindi non furono considerati per la nomination. David Hoberman sostenne la candidatura di tutti e cinque i produttori dichiarando: "Se ci sono cinque persone effettivamente coinvolte nella produzione di un film, non c'è ragione per cui chi ha contribuito a creare un lavoro meritevole della candidatura venga precluso dall'essere premiato per il lavoro svolto". Lynda Obst, che faceva parte del comitato dell'Academy, replicò: "In generale, cinque persone non formano un film. Se questo caso costituisce un'anomalia, si crea allora una situazione sgradevole. Ma non eliminiamo una regola a causa di una sola eccezione".
La PGA aveva precedentemente premiato tutti e cinque i produttori. Albert Berger, in risposta alla scelta dell'Academy, dichiarò: «Non importa cosa sia stato deciso, noi tutti abbiamo prodotto questo film».

## Altri media
Un musical basato sul film, con musiche e testi di William Finn e libretto e regia di James Lapine, è stato sviluppato durante un laboratorio teatrale del Sundance Institute presso il White Oak in Yulee, Florida, dal 25 ottobre al 7 novembre 2009. Ha poi debuttato al La Jolla Playhouse dal 15 febbraio al 27 marzo 2011. Nel cast figuravano Hunter Foster, Malcolm Gets, Georgi James, Dick Latessa, Jennifer Laura Thompson e Taylor Trensch.
L'11 marzo 2011, Gets ha lasciato lo spettacolo. Il membro dell'ensemble Andrew Samonsky ha preso il suo posto nel ruolo di zio Frank, mentre la parte di Joshua Rose è stata interpretata dalla riserva Ryan Wagner fino alla chiusura dello spettacolo, avvenuta il 27 marzo 2011. Il musical è poi andato in scena al Second Stage Theatre, con anteprime a partire dal 15 ottobre 2013 e debutto ufficiale il 14 novembre 2013. La produzione si è conclusa il 15 dicembre 2013. Nel cast: Hannah Rose Nordberg nel ruolo di Olive Hoover, Stephanie J. Block in quello di Sheryl Hoover, Rory O'Malley come Frank Hoover, Wesley Taylor nel ruolo di Joshua Rose, Josh Lamon come Buddy, David Rasche nel ruolo del nonno Hoover, Jennifer Sanchez nei panni di Miss California e Logan Rowland come Dwayne Hoover.